# سیارک ۴۱۴۶
سیارک ۴۱۴۶ (به انگلیسی: 4146 Rudolfinum، نامگذاری:1982DD2) چهار هزار و صد و چهل و ششمین سیارک کشف شده‌است که در ۱۶ فوریه ۱۹۸۲ کشف شد.
قدر مطلق سیارک برابر ۱۳٫۸۰ است.